# Atta (mrówki)
Atta – rodzaj mrówek należący do podrodziny Myrmicinae, sklasyfikowany przez Johana Fabriciusa w roku 1818.

## Gatunki
Rodzaj obejmuje 18 gatunków:
- Atta bisphaerica Forel, 1908
- Atta capiguara Goncalves, 1944
- Atta cephalotes (Linnaeus, 1758)
- Atta columbica Guerin-Meneville, 1844
- Atta dissimilis Jerdon, 1851
- Atta domicola Jerdon, 1851
- Atta goiana Goncalves, 1942
- Atta insularis Guerin-Meneville, 1844
- Atta laevigata (Smith, 1858)
- Atta mexicana (Smith, 1858)
- Atta octospinosa (Reich, 1793)
  - synonim dla Acromyrmex octospinosus (Reich, 1793)
- Atta opaciceps Borgmeier, 1939
- Atta robusta Borgmeier, 1939
- Atta saltensis Forel, 1913
- Atta sexdens (Linnaeus, 1758)
- Atta silvae Goncalves, 1983
- Atta texana (Buckley, 1860)
- Atta vollenweideri Forel, 1893